# Juzgado del crimen
Los Juzgados del crimen fueron  órganos jurisdiccionales chilenos de competencia penal hasta la reforma procesal  del año 2000

## Historia
La justicia penal en Chile tiene sus orígenes desde la colonia, con la estructura inquisidora castellana que queda reflejada en las siete partidas, leyes indianas (1680) o la novisima recopilación, cuerpos legales que normaron el proceso jurídico. 
Hasta entrada la etapa republicana, el proceso criminal se guiaba por los auxiliares de la justicia y no así por un juez letrado. Esto debido a que los jueces letrados en Chile eran escasos, siendo muchas veces los alcaldes ordinarios de cada localidad, algún juez de comisión  (también de mínima cuantía) o inspectores de seguridad, quienes tuvieran la competencia en ciertas faltas o delitos leves, como así en todo delito flagrante, llevar a cabo el debido proceso encomendado en tales circunstancias según la tradición legal.
Fue durante el gobierno del General Ramón Freire que  manda a dividir la competencia del juez letrado de Santiago, en un juez para competencia en lo civil y otro para competencia en los casos de competencia en lo criminal.

## Función Jurisdiccional
No fue sino hasta 1906 con la promulgación del Código de procedimiento penal, que el proceso criminal fue regulado, codificado y asemejado al juicio ordinario de mayor cuantía en materia civil, también a su vez, establecía las limitantes del poder punitivo.
El libro segundo del cuerpo legal estaba dividido en dos partes: El sumario y el plenario. 
La parte sumaria, era cuando se constituía denuncia, querella o pesquisa de oficio para la constitución de un hecho punible. A partir de este procedimiento, el juez del crimen recibía a proceso sumario la indagación de los hechos para determinar la veracidad de los relatos, circunstancias o ilicitudes perpetradas en contra de la ley. 
El juez podía solicitar las diligencias pertinentes, para acumular en un expediente, autos o proceso, las debidas pruebas que constituían la esencia del juicio, para determinar las responsabilidades penales. 
Luego de constituir todas las diligencias y recabar la mayor información, el juez podía acorde a los méritos: absolver al inculpado o reo, declarar el sobreseimiento por falta de méritos o podía proseguir el estado del procedimiento al estado de plenario.
La parte plenaria refería a la segunda parte del libro II del Código de procedimiento penal que es el estado de juzgamiento que adquiría de pleno el tribunal, cuando recabada la investigación en la fase sumaria, se remitían los antecedentes al fiscal de la corte de apelaciones o la corte suprema y este oficiando como Ministerio Publico, descargaba sus impresiones que en conjunto con las exposiciones de la defensa, constituían el principio adversatorio que constitua el juicio penal actual. 
llegado a una etapa de convencimiento más allá de toda duda razonable, el juez citaba a oír sentencia a las partes, en lo que configuraba la resolución del conflicto legal. 
Posterior a ello y entre medio de su realización, se regulo las oportunidades procesales, como a su vez los plazos de reposición, rectificación y anulación respectivos aplicables a todo juicio de mayor cuantía.

## Fin de la justicia antigua
Con la reforma procesal penal del año 2000, los juzgados del crimen fueron dando paso a los juzgados de garantia y tribunales orales en lo penal.
A su vez, las diligencias investigativas dejaron de ser atribuciones del juez penal, siendo estas delegadas a los fiscales del Ministerio Público